# Legion of Merit (Rodezja)
Legion of Merit – rodezyjskie odznaczenie nadawane zarówno za cywilne, jak i wojskowe zasługi dla Rodezji.

## Historia i organizacja
Legia Zasługi została utworzona w 1970 przez prezydenta Rodezji Clifforda Duponta. Order przyznawał urzędujący prezydent Rodezji, który w dniu objęcia stanowiska stawał się Wielkim Mistrzem Kapituły Legii Zasługi (co było równoznaczne z otrzymaniem najwyższej klasy odznaczenia). Ostatnie nadanie orderu miało miejsce w kwietniu 1981.

## Stopnie orderu
Legia Zasługi dzieliła się na pięć klas:
- Wielki Komandor (Grand Commander)
- Wielki Oficer (Grand Officer)
- Komandor (Commander)
- Oficer (Officer)
- Członek (Member)

Odznaczonym przysługiwało prawo do umieszczania po nazwisku odpowiednich do klasy inicjałów orderu: „GCLM”, „GOLM”, „CLM”, „OLM” i „MLM”.

## Niektórzy odznaczeni
- Ian Smith
- Clifford Dupont
- George Peter Walls
- Ronald Reid-Daly
- Janet Smith
- John Wrathall
- Henry Everard
- Jack William Pithey